# Matagalpa
Matagalpa är en kommun (municipio) i Nicaragua och huvudorten i departementet Matagalpa. Kommunen har 150 643 invånare (2012) och är med det den fjärde största kommunen i Nicaragua. Kommunen är en av Nicaraguas viktigaste, och ett centrum för landets kaffeproduktion. Matagalpa är känt som "Pärlan i norr" och "Den eviga vårens land".

## Geografi
Matagalpa gränsar till kommunerna  Jinotega i norr, El Tuma - La Dalia, San Ramón och Muy Muy i öster, Esquipulas, San Dionisio och Terrabona i söder samt Sébaco i väster.

## Historia
Kommunen har sitt ursprung i tre närliggande indiansamhällen vid namn Matagalpa, Mologüina och Solingalpa. Dessa besöktes 1536 av den fransiskanke munken Lázaro de Guido som döpte ett antal indianer i området. Vid folkräkningen 1685 var Matagalpa den folkrikaste platsen i landet med 911 invånare, vilket var mer än vad León och Granada hade tillsammans. Matagalpa blev år 1851 upphöjd till rangen av villa, och endast elva år senare fick den 1862 sina stadsrättigheter när den blev upphöjd till ciudad.

## Ekonomi och Näringsliv
I Matagalpa odlas det mycket, framför allt kaffe men även kakao, lök, tomater samt olika sorters frukt och grönsaker. Man producerar även nötkött, ost och mjölk.

## Kultur
Matagalpa hade ursprungligen ett eget indiansk språk som dock ansetts vara utdött sedan 1875.

## Klimat
Matagalpa har "evig vår" året runt. Vårvädret håller med andra ord i sig hela året. Matagalpa ligger på mer än 700 meters höjd över havet. Medeltemperaturen ligger runt 26 - 28 °C. Luftfuktigheten brukar ligga emellan 75 och 85%. Klimatet lämpar sig gott för att odla kaffebönor och mycket av Nicaraguas kaffe kommer ifrån Matagalpatrakterna.

## Kända personer från Matagalpa
- Tomás Borge (1930-2012), revolutionär, författare, politiker. Medgrundare av Sandinistiska nationella befrielsefronten.
- Leoncio Saénz (1935-2008), konstnär[7]
- Carlos Fonseca Amador (1936-1976), revolutionär, grundare av Sandinistiska nationella befrielsefronten
- Dora María Téllez (1955-), gerillasoldat, historiker, politiker. Grundare av Movimiento Renovador Sandinista

## Bilder
|  |  |